# Maria Felipa de Oliveira
Maria Felipa de Oliveira   (Illa d'Itaparica, segle XIX - Estat de Bahia, 4 de juliol de 1873) va ser una peixatera i venedora de marisc brasilera, que va destacar per participar en la lluita de la Independència de Bahia, els combats de la Guerra d'Independència del Brasil que van tenir lloc en aquell estat.

## Biografia
Nascuda a l'Illa d'Itaparica no se sap quan, venia peix, marisc i feia diferents feines al carrer. Es pensa que va liderar un grup de 200 persones de la badia de Todos os Santos, format per dones negres, indígenes tupinambás i tapuias en les batalles contra els soldats que es mantingueren fidels a la corona portuguesa, després de la Independència del Brasil. Es conta que era una dona alta i corpulenta, descendent de negres esclavitzats arribats del Sudan, i que el seu grup fou responsable d'haver cremat 40 embarcacions portugueses prop de l'illa.
El lloc de defunció no està ben documentat, però segurament va ser soterrada a l'Església de São Lourenço, al poblat de Ponta das Baleias, l'actual centre històric de l'illa.

## Llegenda
Hi ha una història fictícia sobre el personatge històric que alguns interpreten com un fet verídic. Diu la llegenda que Maria Felipa va liderar un grup de lluita contra els soldats portuguesos: amb el suport d'alguns hòmens de la ciutat de Salvador, va cremar incomptables embarcacions portugueses, cosa que va fer davallar el poder dels colonitzadors en el transcurs de la batalla, i després va enfrontar-s'hi utilitzant fulles de cansanção, una planta típica de la regió que en el contacte amb la pell fa sensació de cremada; tot això va resultar en una baixada del nombre de soldats de la tropa portuguesa.
La història va ser creada per l'escriptor Ubaldo Osório Pimentel, avi del novel·lista João Ubaldo Ribeiro, i roman encara avui en l'imaginari popular nacional.

## Homenatges

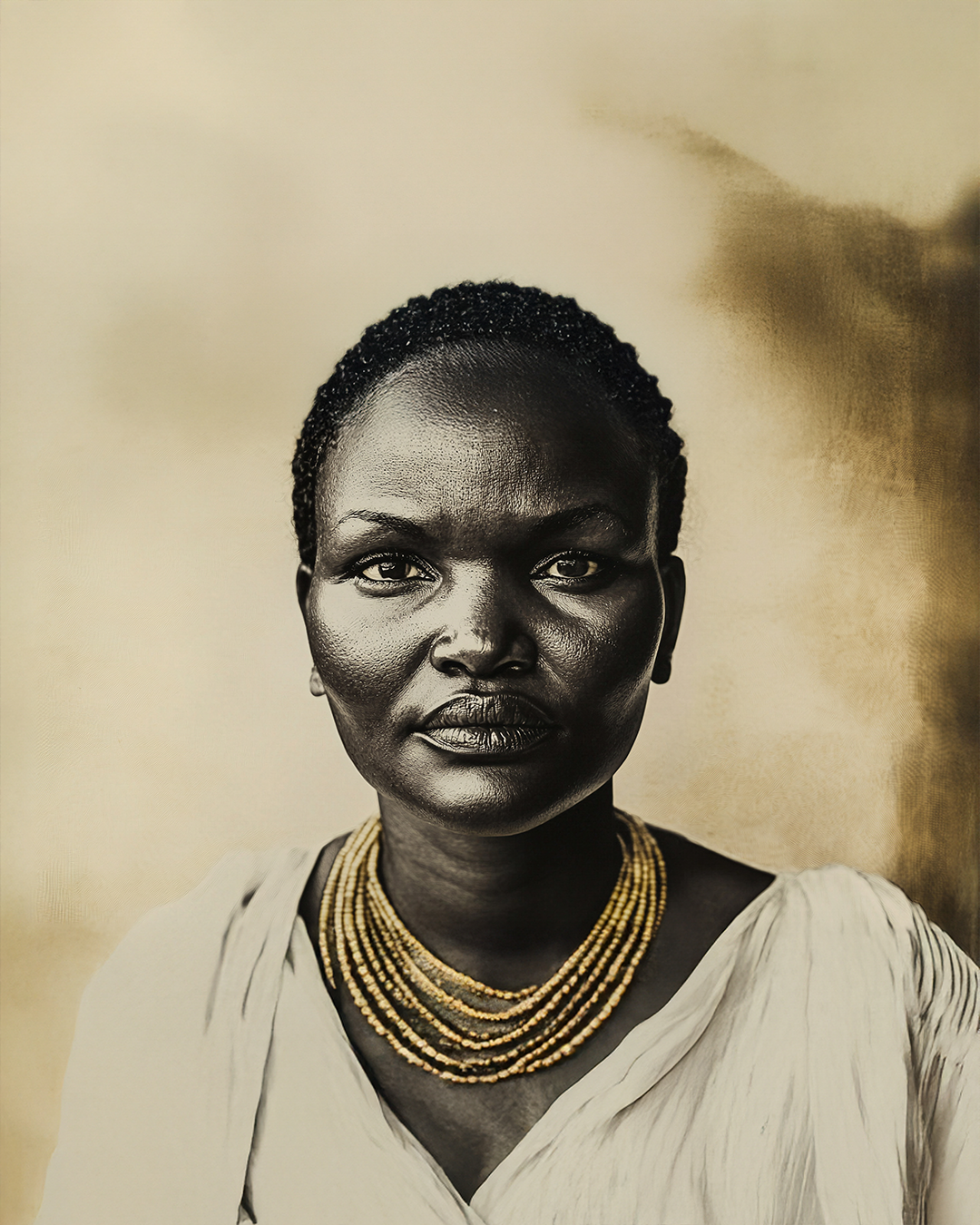
Imatge de Maria Felipa creada per l’artista Ilka Cyana a partir d’investigacions acadèmiques i els testimonis de les historiadores Rejane Mira i Any Cleide.

La figura de Maria Felipa és citada en la novel·la O Sargento Pedro, de Xavier Marques.
El 26 de juliol del 2018, va ser declarada Heroïna de la Pàtria Brasilera per la Llei Federal 13.697. Això va fer-la merèixer aparèixer en el Llibre dels Herois i Heroïnes de la Pàtria, que es troba al Panteó de la Pàtria i de la Llibertat Tancredo Neves, a Brasília.

## Referències

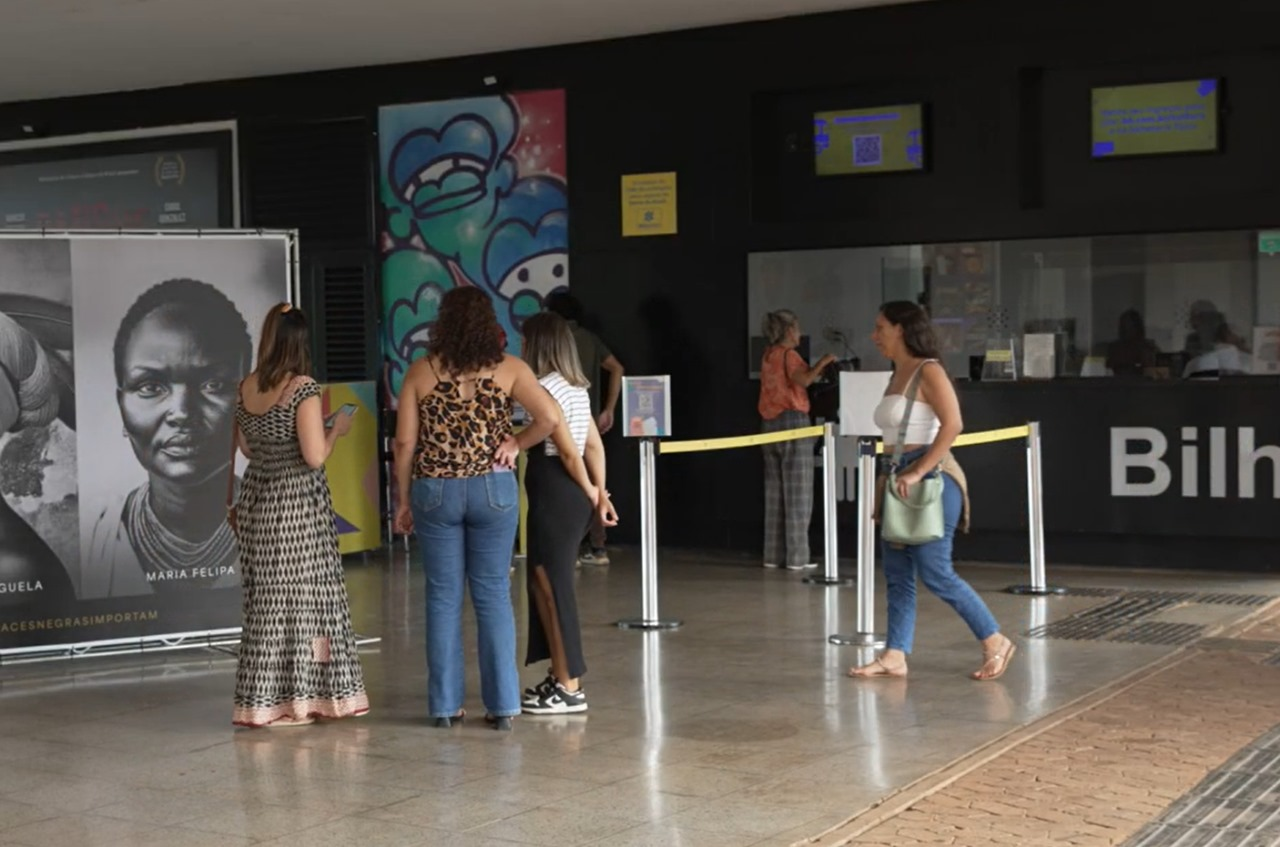
Exposició amb la imatge de Maria Felipa al CCBB del Districte Federal, Brasil.